# 第40回日本レコード大賞
第40回日本レコード大賞（だい40かいにほんレコードたいしょう）は、1998年（平成10年）12月31日にTBS Aスタジオ・赤坂BLITZで行われた、40回目の『日本レコード大賞』である。

## 概要
第40回の大賞は、globeの「wanna Be A Dreammaker」に決定した。globeは初の受賞。小室哲哉プロデュースの歌手が大賞を受賞するのは4年連続。
最優秀新人賞はモーニング娘。が受賞した。
大賞の発表は横浜ベイスターズ（当時）外野手の鈴木尚典（この年のセ・リーグ首位打者（前年に続いて2年連続）かつ日本シリーズMVP）、最優秀新人賞の発表は薬丸裕英（「はなまるマーケット」の司会者）がそれぞれ務めた。
TV放送は「テレビのちから」に内包。最優秀新人賞のプレゼンターである薬丸と福留功男が総合司会を担当。年末長時間特別番組の内包は1995年の「関口宏の報道30時間テレビ」以来3年ぶりとなる。
視聴率は18.5%で、1990年代以降では最高の数字となっている。

## 司会
- 堺正章
- 江角マキコ
- 雨宮塔子（当時TBSアナウンサー）
- ラジオ中継担当・松宮一彦

## 受賞作品・受賞者一覧

### 日本レコード大賞
- globe「wanna Be A Dreammaker」

### 最優秀歌唱賞
- 鳥羽一郎「龍神」

### 最優秀新人賞
- モーニング娘。「抱いてHOLD ON ME!」

### アルバム大賞
- Every Little Thing「Time to Destination」

### 優秀作品賞（大賞ノミネート作品）
- 田川寿美「哀愁港」
- SPEED「ALIVE」
- GLAY「SOUL LOVE」
- Every Little Thing「Time goes by」
- Kiroro「長い間」
- 川中美幸「二輪草」
- L'Arc〜en〜Ciel「HONEY」
- MAX「Ride on time」
- DA PUMP「Rhapsody in Blue」
- globe「wanna Be A Dreammaker」

### 新人賞（最優秀新人賞ノミネート）
- 鈴木あみ
- tohko
- モーニング娘。

### ベストアルバム賞
- Every Little Thing「Time to Destination」
- GLAY「pure soul」
- Misia「Mother Father Brother Sister」

### 特別賞
- セリーヌ・ディオン
- hide

### 吉田正賞
- 鈴木淳

### 作曲賞
- 玉城千春「長い間」「未来へ」（歌・Kiroro）

### 編曲賞
- 前田俊明「二輪草」など（歌・川中美幸）

### 作詩賞
- 荒木とよひさ「竹とんぼ」（歌・堀内孝雄）／「カラスの女房」（歌・中澤裕子）

### 企画賞
- 石井昌子百人一首を唄う／石井昌子
- 音楽畑／服部克久
- 海峡をこえて…名歌彩々／神野美伽
- 大流行歌／香田晋
- 浪花恋挽歌～近松純愛物語～／長保有紀
- 縄文海流～風の縄文3～／姫神
- 星のシンフォニー／鈴木邦彦とベルシンフォニー

### 功労賞
- 青木光一
- 大津美子
- 櫻田誠一
- 漣健児
- 並木路子
- 村沢良介
- 平尾昌晃

### 特別功労賞
- 吉田正
- 吉田矢健冶
- 若山彰

### 美空ひばりメモリアル選奨
- 五木ひろし

### アジア音楽賞
- 沢知恵

## TV中継スタッフ
- 構成：玉井貴代志・野村正浩
- ナレーション：ケイ・グラント
- 音楽：武部聡志、竹下欣伸
- 振付：花柳糸之、菊地ヒロユキ
- 踊り：花柳糸之社中、GO-D.O.S
- スタッフ
  - TP：杉田謙二
  - TD：河野志朗
  - カメラ：井原公二
  - VE：高松央
  - 音声：柳澤任広
  - 照明：笠原義博
  - バリライト：土屋欣宥
  - 音響効果：三澤恵美子
  - PA：宮坂修
  - 回線：梅津圭一
- 中継
  - TP：佐藤満
- <赤坂BLITZ>
  - TD：藤田徹也
  - カメラ：中田奈穂子
  - VE：関昭一
  - 音声：阿蘇谷靖
  - 照明：石川博章
- <TBS屋上>
  - TD：近藤弘志
  - カメラ：金内健
  - VE：古市修文
  - 音声：菊哲也
- 美術P・デザイナー：飯田稔
- デザイナー：中西忠司
- 美術制作：安田和郎、与田滋
- 装置：石原隆
- 装飾：高橋啓三
- 電飾：佐々木勉、斉藤幹也
- メカシステム：庄子泰広
- 取材：三好千春、川上共子、村山由紀子
- 公開：廣中信行
- TK：長谷川道子
- 技術協力：東通、エヌ・エス・ティー、パワーステーション、ダブルビジョン、エヌケイ特機、TAMCO、サンライズアート、ティ・エル・シー、バリライト、東京舞台照明、テクノネット
- 制作協力：BMC
- AP：小野寺真、村木益雄、長内信博、浅川寿人
- ディレクター：宮尾益実、大道昭之、玄馬康志、柳崎芳夫
- 舞台監督：加藤新
- 演出スタッフ：川田浩
- プロデューサー：田代誠、斉藤薫、大崎幹
- 総合演出：落合芳行
- 製作著作：TBS
- 主催：社団法人 日本作曲家協会、日本レコード大賞制定委員会、日本レコード大賞実行委員会